# Petrovce (powiat Rymawska Sobota)
Petrovce – wieś (obec) na Słowacji położona w kraju bańskobystrzyckim, w powiecie Rymawska Sobota. Pierwsze wzmianki o miejscowości pochodzą z roku 1427. 
Według danych z dnia 31 grudnia 2012, wieś zamieszkiwało 239 osób, w tym 119 kobiet i 120 mężczyzn.
W 2001 roku pod względem narodowości i przynależności etnicznej 3,73% mieszkańców stanowili Słowacy, a 96,27% Węgrzy.
Ze względu na wyznawaną religię struktura mieszkańców kształtowała się w 2001 roku następująco:
- Katolicy rzymscy – 92,54%
- Ewangelicy – 0,37%
- Ateiści – 1,87%
- Nie podano – 0,37%